# 趙琦美
趙琦美（1563年—1624年），又名趙開美，字玄度，号清常道人，明朝政治人物、藏书家。

## 生平
祖父趙承謙，官廣東參議。父趙用賢，官至吏部侍郎。趙家歷代皆著名藏書家，有書房“脈望館”。趙琦美生於嘉靖四十二年（1563年），自幼酷爱读书，早年就学国子监。好買書、藏書。万历二十七年（1599年），赵开美偶得北宋刻本《伤寒论》10卷，即請刻工赵应期刊刻。萬歷中以父蔭授刑部郎中，万历四十六年（1618年），官太僕寺丞，負責軍馬。时值后金崛起，辽东频乱。曾有解馬之役。不久辞官归乡。天启三年（1623年）八月，重返朝廷任刑部贵州司郎中。天启四年（1624年）正月十八日，卒于北京官邸，享年六十二，归葬于武康（今湖州德清县武康镇）。

## 脉望馆
赵琦美及其父赵用贤等历代皆著名藏书家，赵家宅中有书房“脉望馆”，“脉望”得名自《酉阳杂俎》所载的：“據《仙經》曰：蠹魚三食神仙字，則化為此物，名曰脈望”。赵氏藏书印的印文是“东海仙蠹室藏”，正是呼应脉望馆一名。钱曾《读书敏求记》言：“牧翁绛云楼，读书者之藏书也；赵清常脉望馆，藏书者之藏书也。”，说赵家的脉望馆与钱谦益的绛云楼齐名。赵琦美死后，据说脉望馆藏书都进了钱谦益的绛云楼。赵琦美曾将楼中所藏书目编为《脉望馆书目》。脉望馆旧址现存，在今全国文保单位赵用贤宅中。